# 瓊斯鎮區 (阿肯色州斯科特縣)
瓊斯鎮區（英語：Jones Township）是位於美國阿肯色州斯科特縣的一個行政鎮區。

## 地方資料
瓊斯鎮區的面積為25.92平方千米，當中陸地面積為25.72平方千米，而水域面積為0.20平方千米。根據2010年美國人口普查的數據，當地共有人口99人，而人口密度為每平方千米3.82人。